# Grand Prix Hassan II 2016
Il Grand Prix Hassan II 2016 è stato un torneo di tennis giocato sulla terra rossa. È stata la 32ª edizione del Grand Prix Hassan II, che fa parte della categoria ATP Tour 250 nell'ambito dell'ATP World Tour 2016. Si è giocato presso il Royal Tennis Club de Marrakech di Marrakech, in Marocco, dal 4 al 10 aprile 2016.

## Partecipanti

### Teste di serie
| Nazionalità | Giocatore              | Ranking* | Testa di serie |
| ----------- | ---------------------- | -------- | -------------- |
| Spagna      | Guillermo García López | 37       | 1              |
| Portogallo  | João Sousa             | 46       | 2              |
| Croazia     | Borna Ćorić            | 48       | 3              |
| Argentina   | Federico Delbonis      | 48       | 4              |
| Russia      | Tejmuraz Gabašvili     | 49       | 5              |
| Spagna      | Albert Ramos Viñolas   | 50       | 6              |
| Spagna      | Pablo Carreño Busta    | 53       | 7              |
| Rep. Ceca   | Jiří Veselý            | 55       | 8              |

* Ranking del 21 marzo 2016.

### Altri partecipanti
I seguenti giocatori hanno ricevuto una wild-card per il tabellone principale:
- Amine Ahouda
- Reda El Amrani
- Lamine Ouahab

I seguenti giocatori sono entrati nel tabellone principale passando dalle qualificazioni:

- Lorenzo Giustino
- Máximo González
- Nikola Mektić
- Franko Škugor

## Campioni

### Singolare maschile
Federico Delbonis ha sconfitto in finale  Borna Ćorić con il punteggio di 6-2, 6-4.
- È il secondo titolo in carriera per Delbonis, primo della stagione.

### Doppio maschile
Guillermo Durán /  Máximo González hanno sconfitto in finale  Marin Draganja /  Aisam-ul-Haq Qureshi con il punteggio di 6-2, 3-6, [10-6].